# ويلف روزنبرغ
ويلف روزنبرغ (بالإنجليزية: Wilf Rosenberg)‏ هو لاعب اتحاد الرغبي وطبيب أسنان جنوب أفريقي، ولد في 18 يونيو 1934 في كيب تاون في جنوب أفريقيا، وتوفي في 14 يناير 2019 في جوهانسبرغ في جنوب أفريقيا بسبب أمراض دماغية وعائية.

## وصلات خارجية
- ويلف روزنبرغ عل موقع إسبنسكروم (الإنجليزية)